# Fritz Hochwälder

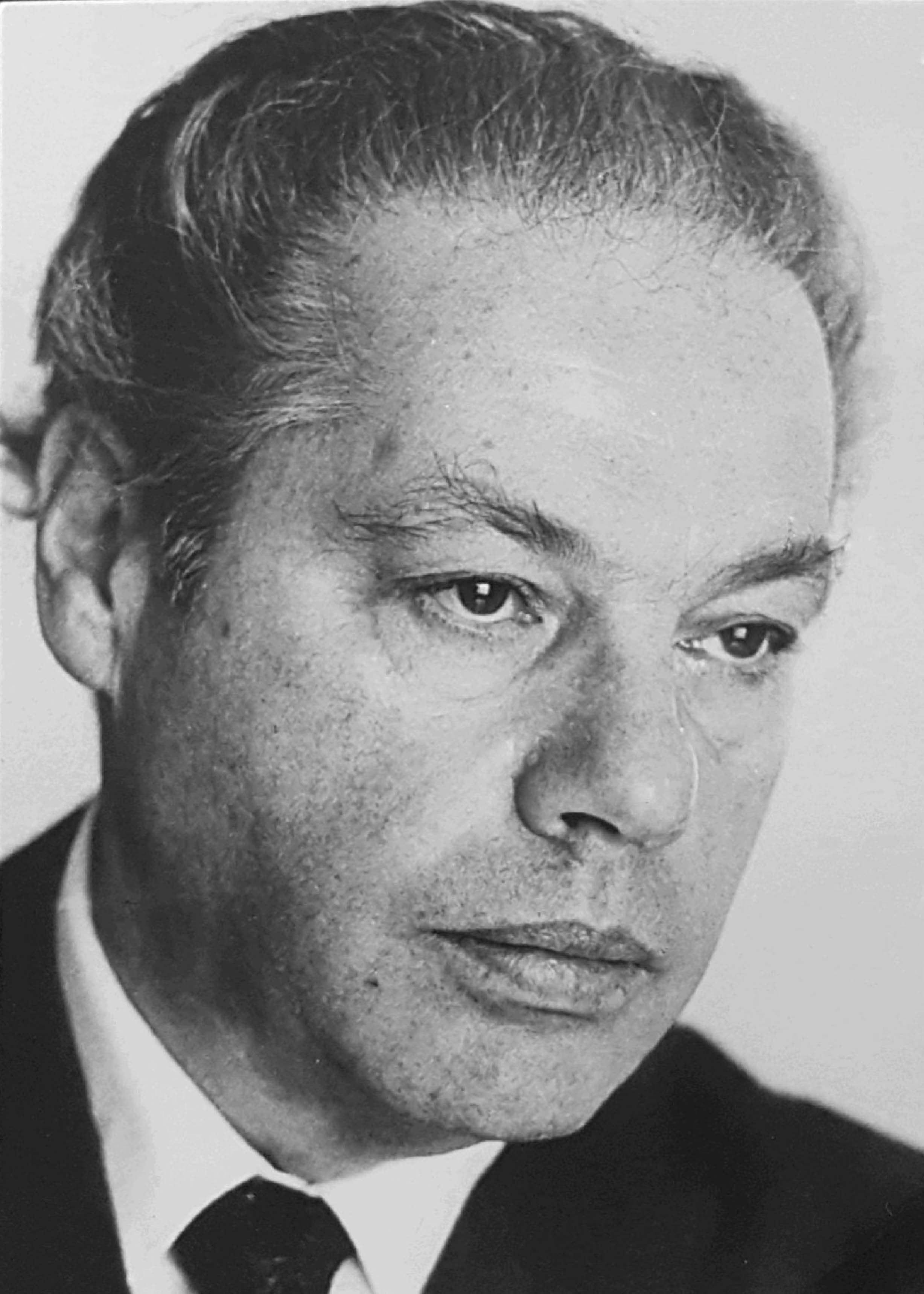
Fritz Hochwälder omstreeks 1979

Fritz Hochwälder (Wenen, 28 mei 1911 – Zürich, 20 oktober 1986) was een Oostenrijks toneelschrijver.

## Levensloop
Fritz Hochwälder zou aanvankelijk zijn vader bijstaan en opvolgen als behanger. Hij volgde echter cursussen in een volkshogeschool en dit deed in hem de belangstelling ontwaken voor geschiedenis en politiek. Hij sloot zich aan bij de Oostenrijkse socialistische jeugdbeweging 
In augustus 1938, na de Anschluss, ontvluchtte hij Oostenrijk, waar het voor hem als Jood en links-geëngageerde gevaarlijk werd. Hij vestigde zich in Zwitserland, waar hij van het schrijven zijn beroep maakte.
Na de oorlog werd hij de huisauteur van het Burgtheater in Wenen, met zijn dramaturgisch goed onderbouwde stukken, vol spanning, gebaseerd op politieke en historische thema's. Vanaf de jaren vijftig werden zijn werken ook in het buitenland vaak opgevoerd. In de jaren zestig werd het wat stiller om hem heen, maar hij bleef niettemin de officiële drama-auteur van de Oostenrijkse republiek. Een falende gezondheid verminderde stilaan zijn scheppingskracht.

## Werken
De eerste tragedie die hij schreef, Jehr, werd in 1932 door het Wiener Kammerspiel opgevoerd.  
In 1943 werd in het Städtebunddtheater Biel-Solothurn de première gegeven van zijn drama Het Heilig Experiment, gewijd aan de strijd tussen de nederzettingen gesticht door de jezuïeten en de koloniale overheid. In 1947 werd het met succes opgevoerd in het Wiener Burgtheater en in 1952 bracht het hem internationale bekendheid, door de opvoering in Parijs, onder de titel Sur la terre comme au ciel). In 1986 volgde internationale erkenning toen het verhaal verfilmd werd onder de titel The Mission, met Robert De Niro, Jeremy Irons en Liam Neeson in de hoofdrollen en een scenario geschreven door Robert Bolt.
In 1995 verscheen postuum Donnerstag, een grootstadroman in expressionistische stijl, geschreven in de jaren dertig, en die volgens de criticus Karl-Marcus Gauss in de Oostenrijkse literatuur ongeëvenaard blijft.

## Erkenning
Hochwälder kreeg heel wat prijzen voor zijn werk, onder meer:
- 1955 Literatuurprijs van de stad Wenen
- 1956 Grillparzer-Preis
- 1962 Anton-Wildgans-Preis
- 1966 Oostenrijkse Staatsprijs voor literatuur
- 1971 Oostenrijks Erekruis voor Wetenschap en Kunst
- 1972 Erering van de stad Wenen
- 1979 Franz-Theodor-Csokor-Preis
- 1980 Oostenrijks ereteken voor Wetenschap en Kunst

## Theaterstukken
- Jehr, 1932
- Liebe in Florenz, 1939
- Das heilige Experiment, 1942
- Hotel du Commerce, 1943
- Der Flüchtling, 1945
- Die verschleierte Frau, 1946
- Meier Helmbrecht. 1946
- Der öffentliche Ankläger, 1947
- Virginia, 1948
- Donadieu, 1953
- Die Herberge, 1955
- Der Unschuldige, 1956
- Donnerstag, 1959
- Schicksalskomödie, 1960
- Der verschwundene Mond, 1961
- 1003, 1964
- Der Himbeerpflücker, 1965
- Der Befehl, 1967
- Lazaretti oder Der Säbeltiger, 1975
- Im Wechsel der Zeiten, 1980